# Microregiunea Balatonalmádi
Microregiunea Balatonalmádi (în maghiară Balatonalmádi kistérség) a fost o microregiune statistică (kistérség) din județul Veszprém, Ungaria.
Cu o populație de 26.482 locuitori și o suprafață de 264,18 km2, aceasta a existat până în 2014, când în Ungaria, microregiunile ”kistérségek” au fost înlocuite de districte (járások).